# Viscount Lisle
Viscount Lisle war ein erblicher britischer Adelstitel, der sechsmal in der Peerage of England verliehen wurde.

## Verleihungen
Der Titel wurde erstmals am 30. Oktober 1451 für John Talbot, 1. Baron Isle geschaffen. Dieser war bereits am 26. Juli 1444 durch Writ of Summons zum Baron Lisle erhoben worden. Beim Tod seines Sohnes, des 2. Viscounts, am 20. März 1470 erlosch die Viscountcy, die Baronie fiel in Abeyance zwischen dessen beiden Schwestern. 
In zweiter Verleihung wurde der Titel am 28. Juni 1483 für Sir Edward Grey geschaffen. Dieser war mit der älteren der beiden oben genannten Schwestern, Elizabeth Talbot, verheiratet, die beim Tod der jüngeren Schwester als 3. Baroness Lisle bestätigt worden war. Der Viscounttitel erlosch beim Tod seines Sohnes, des 2. Viscounts, am 9. September 1504, die Baronie fiel an dessen Tochter Elizabeth Grey, als 5. Baroness.
Am 15. Mai 1513 wurde der Titel in dritter Verleihung für Sir Charles Brandon neu geschaffen, anlässlich seiner Verlobung mit Elizabeth Grey, 5. Baroness Lisle. Am 1. Februar 1514 wurde er zudem zum Duke of Suffolk erhoben. 1523 musste er auf den Viscounttitel verzichten, da erstens die Verlobung schon 1515   aufgehoben worden war und zweitens die damalige Braut 1519 gestorben. Der Titel wurde stattdessen in vierter Verleihung am 25. April 1523 an den zweiten Ehemann der Tante Elizabeth Grey 6. Baroness Lisle, Arthur Plantagenet, einen illegitimen Sohn König Eduards IV., verliehen. Da dieser keine Söhne hatte, erlosch der Titel bei dessen Tod am 3. März 1542.
In fünfter Verleihung wurde der Titel am 12. März 1543 an den Lord High Admiral John Dudley verliehen, den ältesten Sohn von Elizabeth Grey 6. Baroness Lisle aus ihrer ersten Ehe mit Edward Dudley. Dieser war mütterlicherseits ein Enkel des 1. Viscounts zweiter Verleihung. Am 16. Februar 1547 wurde er auch zum Earl of Warwick und am 11. Oktober 1551 zum Duke of Northumberland erhoben. Als Vormund für den minderjährigen König Eduard VI. wurde er ab 1549 de facto Regent von England und wurde schließlich wegen Hochverrats verurteilt und am 22. August 1553 hingerichtet. Das Dukedom und die Viscountcy wurden ihm aberkannt und erloschen.
In sechster Verleihung wurde am 4. Mai 1605 der Titel Viscount L’Isle für Robert Sydney, 1. Baron Sydney geschaffen. Er war bereits am 13. Mai 1603 zum Baron Sydney, of Penshurst, erhoben worden und bekam am 2. August 1618 auch den Titel Earl of Leicester verliehen. Die Titel erloschen beim Tod seines Nachfahren, des 7. Earls am 7. Juli 1743.

## Liste der Viscounts Lisle

### Viscounts Lisle, erste Verleihung (1451)
- John Talbot, 1. Viscount Lisle (um 1426–1453)
- Thomas Talbot, 2. Viscount Lisle (1443–1470)

### Viscounts Lisle, zweite Verleihung (1483)
- Edward Grey, 1. Viscount Lisle († 1492)
- John Grey, 2. Viscount Lisle (1481–1504)

### Viscounts Lisle, dritte Verleihung (1513)
- Charles Brandon, 1. Duke of Suffolk, 1. Viscount Lisle (1484–1545) (Viscounty abgelegt 1523)

### Viscounts Lisle, vierte Verleihung (1523)
- Arthur Plantagenet, 1. Viscount Lisle (1470–1542)

### Viscounts Lisle, fünfte Verleihung (1543)
- John Dudley, 1. Duke of Northumberland, 1. Viscount Lisle (1504–1553) (Titel verwirkt 1553)

### Viscounts L’Isle, sechste Verleihung (1605)
- Robert Sidney, 1. Earl of Leicester, 1. Viscount L’Isle (1563–1626)
- Robert Sidney, 2. Earl of Leicester, 2. Viscount L’Isle (1595–1677)
- Philip Sidney, 3. Earl of Leicester, 3. Viscount L’Isle (1619–1698)
- Robert Sidney, 4. Earl of Leicester, 4. Viscount L’Isle (1649–1702)
- Philip Sidney, 5. Earl of Leicester, 5. Viscount L’Isle (1676–1705)
- John Sidney, 6. Earl of Leicester, 6. Viscount L’Isle (1680–1737)
- Jocelyn Sidney, 7. Earl of Leicester, 7. Viscount L’Isle (1682–1743)